# Mici néni két élete
A Mici néni két élete Mamcserov Frigyes rendező 1962-ben készült magyar vígjátéka.

## Történet
Az egykori operettprimadonna, Hangay Mici nem akart színészotthonba menni, ezért apróhirdetésben gyermektelen fiatal házaspárt keresett, akiknek eltartásért lakást ígért. Rengetegen jelentkeztek, végül Bokor Lászlóra és feleségére esett a választása. A házaspár és Mici néni eltartási szerződést kötöttek, majd a fiatalok beköltöztek a korábban ünnepelt színésznő lakásába. Kati és Laci szeretettel gondoskodtak az idős hölgyről. Micike azonban új, titkos udvarlót talált magának, egy kedves, jó szándékú taxisofőrt, akit eltitkolt Laciék előtt. Kati áldott állapotba került, de ezt ők nem merték bevallani a néninek. A titkolózás félreértések sorozatához vezetett.

## Szereplők
- Kiss Manyi – Mici néni
- Páger Antal – Gál Alfréd, taxisofőr
- Szokolay Ottó – Bokor László
- Tóth Judit – Kati, Bokor felesége
- Mezey Mária – Fáncsi
- Sulyok Mária – Rehákné
- Fónay Márta – Galambosné, házmester
- Ladomerszky Margit – Főbérlő
- Somogyi Nusi – Juliska, idős színésznő
- Szendrő József – Dr. Rehák Lajos, ügyvéd
- Szakáts Miklós – Polyák, idegorvos
- Győrffy György – Dr. Kálmán, háziorvos
- Kaló Flórián – Detektív
- György László – Detektív
- Bánhidi László – Kocsis
- Csala Zsuzsa
- Zolnay Zsuzsa – Polyákné
- Raksányi Gellért – Tűzoltó
- Kozák László
- Suka Sándor – Orvos
- Kazal László – Taxisofőr
- Gera Zoltán - tanácsi ellenőr